# Grupul de lucru antiînșelăciune
Grupul de lucru antiînșelăciune (prescurtat APWG de la engl. Anti-Phishing Working Group) este un consorțiu internațional format din mai multe companii comerciale confruntate cu înșelăciunile electronice, companii producătoare de soluții de securitate, agenții guvernamentale, asociații de interschimb, organizații regionale și companii de telecomunicații.
Fondat în 2003 de către David Jevans, Grupul de lucru antiînșelăciune are în prezent peste 3200 de membri din 1700 de companii și agenții din întreaga lume. Printre companiile membre se numără BitDefender, Symantec, McAfee, VeriSign, IronKey și Internet Identity. În ceea ce privește companiile financiare, printre membri se numără ING, VISA și Mastercard.